# Hugo Auradou
Hugo Auradou (Sèvres, 20 luglio 2003) è un rugbista a 15 francese che gioca come seconda linea per la Section Paloise nel Top 14.
È figlio dell'internazionale francese David Auradou, mentre suo fratello maggiore Paul gioca per Nizza.
Nel 2023, ha vinto il Campionato World Rugby Under-20 con la squadra francese.

## Biografia

### Giovani e formazione
Hugo Auradou, figlio dell'ex internazionale francese di rugby a XV David Auradou, ha seguito le orme del padre e del fratello maggiore Paul nel rugby. Dopo aver iniziato con il calcio, si è dedicato al rugby a XV presso il CA Sarlat prima di trasferirsi al Stade montois rugby. Durante il suo tempo a Mont-de-Marsan, è stato selezionato per il Top 100, un raduno dei migliori giovani giocatori per una settimana. Nel 2020, si è unito alla Section Paloise, dove ha iniziato giocando con la squadra giovanile (espoirs) e ha prestato servizio come capitano.

### Carriera professionale
Hugo Auradou, a diciotto anni, fa il suo esordio nei primi tre match professionali durante la stagione 2021-2022 nella Challenge Cup. Nel gennaio 2022, viene convocato nella nazionale francese Under 20, partecipando a quattro partite nel Torneo delle Sei Nazioni di categoria. L'anno seguente, entra nel gruppo professionale della Section Paloise e viene selezionato come membro dello staff di supporto per la preparazione del tour autunnale della nazionale francese. Debutta in Top 14 a dicembre contro l'Aviron Bayonnais, dove inizia come titolare e riceve anche un cartellino giallo ,. Gioca sette partite consecutive prima di infortunarsi a febbraio contro lo Stade Toulousain. Durante questo periodo, viene chiamato per il Torneo delle Sei Nazioni Under 20 del 2023 e partecipa a una partita. Alla fine della stagione, vince il Campionato del Mondo Junior 2023 con la Francia, contribuendo alla vittoria in finale contro l'Irlanda.
Dalla stagione 2023-2024, Hugo Auradou si afferma come giocatore chiave della Section Paloise nonostante l'arrivo di Sam Whitelock. Il suo tempo di gioco aumenta costantemente e vede l'esperienza con Whitelock come un'opportunità di crescita. Auradou sviluppa le sue abilità tattiche e diventa un elemento fondamentale della squadra, soprattutto come capitano del lancio laterale durante importanti vittorie,. Tuttavia, la sua stagione viene interrotta da una grave distorsione alla caviglia nell'aprile 2024. Nonostante l'infortunio, il suo contratto con la Section Paloise viene prolungato fino al 2028. Nel giugno 2024, viene selezionato nella nazionale francese per il tour estivo in Argentina, segnando un nuovo traguardo nella sua carriera internazionale.
Auradou gioca le sue prime tre partite da professionista, all'età di diciotto anni, durante la stagione 2021-2022 nell'European   . Nel janvier 2022 è stato selezionato dalla Francia Under 20, con la quale ha giocato quattro partite durante il Torneo Sei Nazioni Under 20 del 2022  .

## Elenco premi
- Vincitore del Campionato del Mondo Juniores 2023 con la squadra francese under 20.